# Hadodiaptomus dumonti
Hadodiaptomus dumonti is een eenoogkreeftjessoort uit de familie van de Diaptomidae. De wetenschappelijke naam van de soort is voor het eerst geldig gepubliceerd in 2005 door Brancelj.